# 海津町
海津町（かいづちょう）は、かつて岐阜県海津郡にあった町。木曽三川に囲まれた低湿地にあり、輪中を持つことで知られる。
2005年（平成17年）3月28日、平田町・南濃町と合併して海津市が発足した。

## 地理
町の西側に揖斐川が流れ、東側に長良川と町境に木曽川が流れる。町の南端に木曽三川公園がある。
- 河川: 揖斐川、長良川、木曽川

### 隣接していた自治体
- 岐阜県
  - 海津郡南濃町、平田町
- 愛知県
  - 海部郡八開村、立田村
- 三重県
  - 桑名市（旧多度町、旧長島町）

## 歴史
- 江戸時代中期には木曽三川（木曽川・長良川・揖斐川）の治水事業の過程で宝暦治水事件が起こった。
- 1955年（昭和30年）1月15日 - 高須町・吉里村・東江村・大江村・西江村が合併して海津町が成立。
- 1955年（昭和30年）2月1日 - 今尾町の一部（平原地区）を編入。
- 2005年（平成17年）3月28日 - 平田町・南濃町と合併して海津市が発足。同日海津町廃止。

## 行政
- 町長：平野義明（1991年3月3日 - 2005年3月28日）

## 姉妹都市

### 国内
- 国分市（鹿児島県）
  - 1970年10月26日姉妹都市提携

### 海外
- アボンデール市（アメリカ合衆国 アリゾナ州）
  - 1993年5月12日姉妹都市提携

## 教育

### 中学校
- 海津町立日新中学校

### 小学校
- 海津町立高須小学校
- 海津町立吉里小学校
- 海津町立東江小学校
- 海津町立大江小学校
- 海津町立西江小学校

### 2005年以前に廃校となった学校
- 岐阜県立海津高等学校（2005年廃校）[注釈 1]
- 海津町立高須小学校内記分校（1967年廃校）
- 海津町立高須小学校平原分校（1968年廃校）

## 交通
町内に鉄道路線はなかった。

### 道路
- 岐阜県道1号岐阜南濃線
- 愛知県道・岐阜県道8号津島南濃線
- 岐阜県道・三重県道23号北方多度線
- 三重県道・岐阜県道106号桑名海津線
- 愛知県道120号・岐阜県道117号津島海津線
- 愛知県道・岐阜県道119号津島立田海津線
- 愛知県道・岐阜県道・三重県道125号佐屋多度線
- 岐阜県道218号木曽三川公園線
- 岐阜県道220号安八海津線
- 岐阜県道222号成戸平田線

## 娯楽
- 高須劇場 - 映画館

## 名所・旧跡・観光スポット・祭事・催事
水の郷百選に選ばれていた。キャッチコピーは「0メートルに息吹く、ふれあいのまち」。
- 国営木曽三川公園
- 千本松原